# Сноп

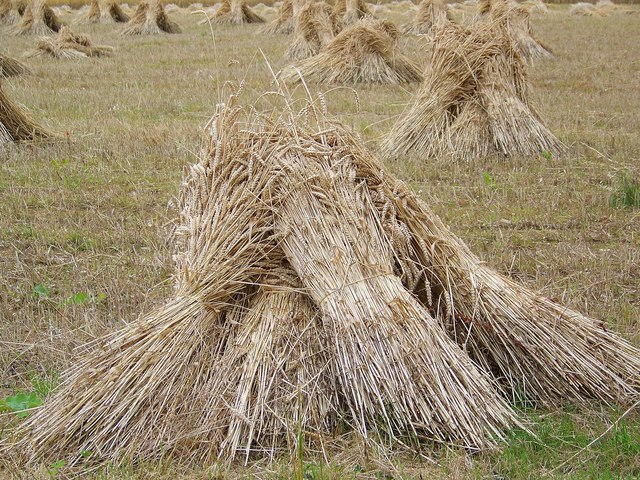
Снопы из пшеницы

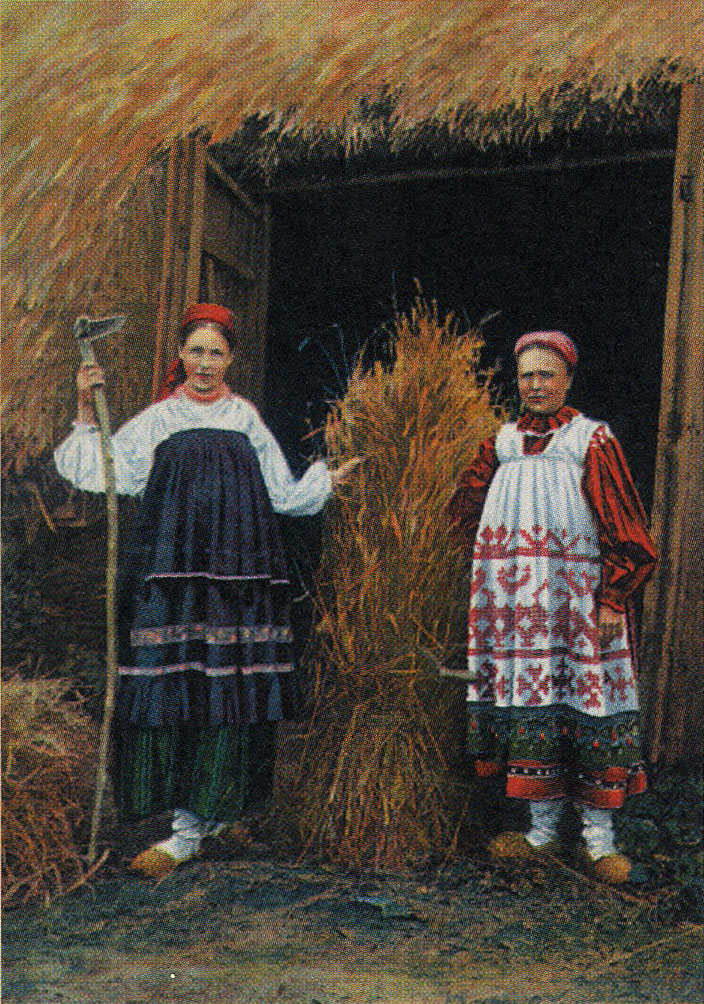
Обжинки: последний сноп. Россия, начало XX в.

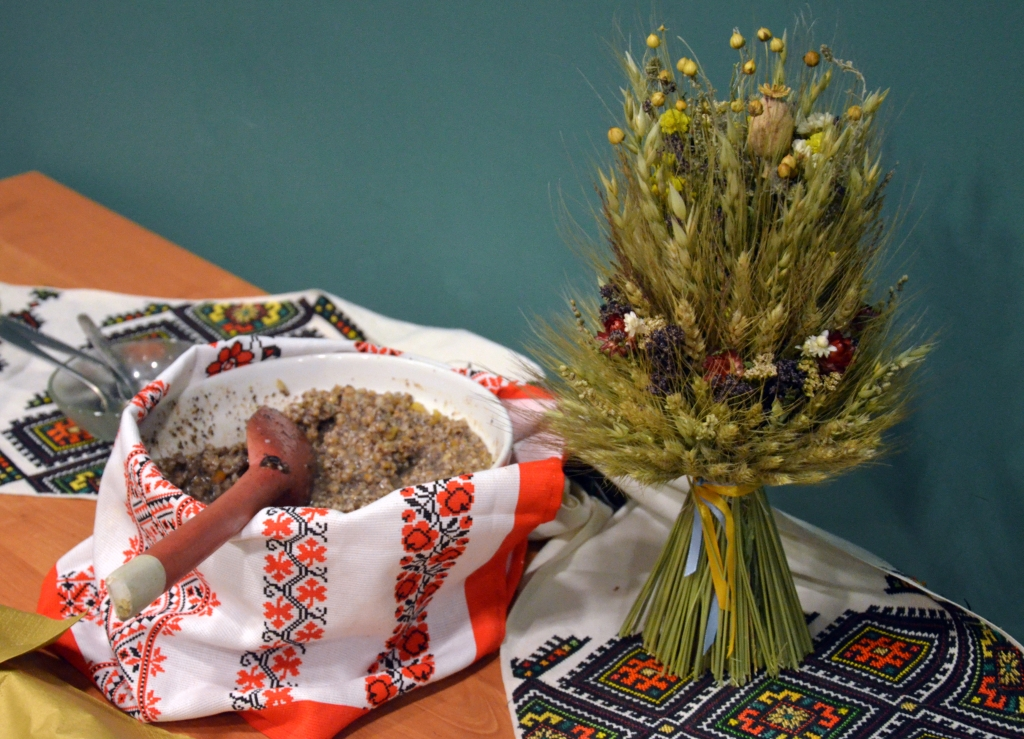
Украинский дидух. 2015 г.

Сноп — пучок срезанных колосьев, льна или соломы, перевязанных перевяслом. По славянским представлениям, сосредоточие вегетативной силы злаков и символ плодородия и богатства в хозяйстве.

## При уборке

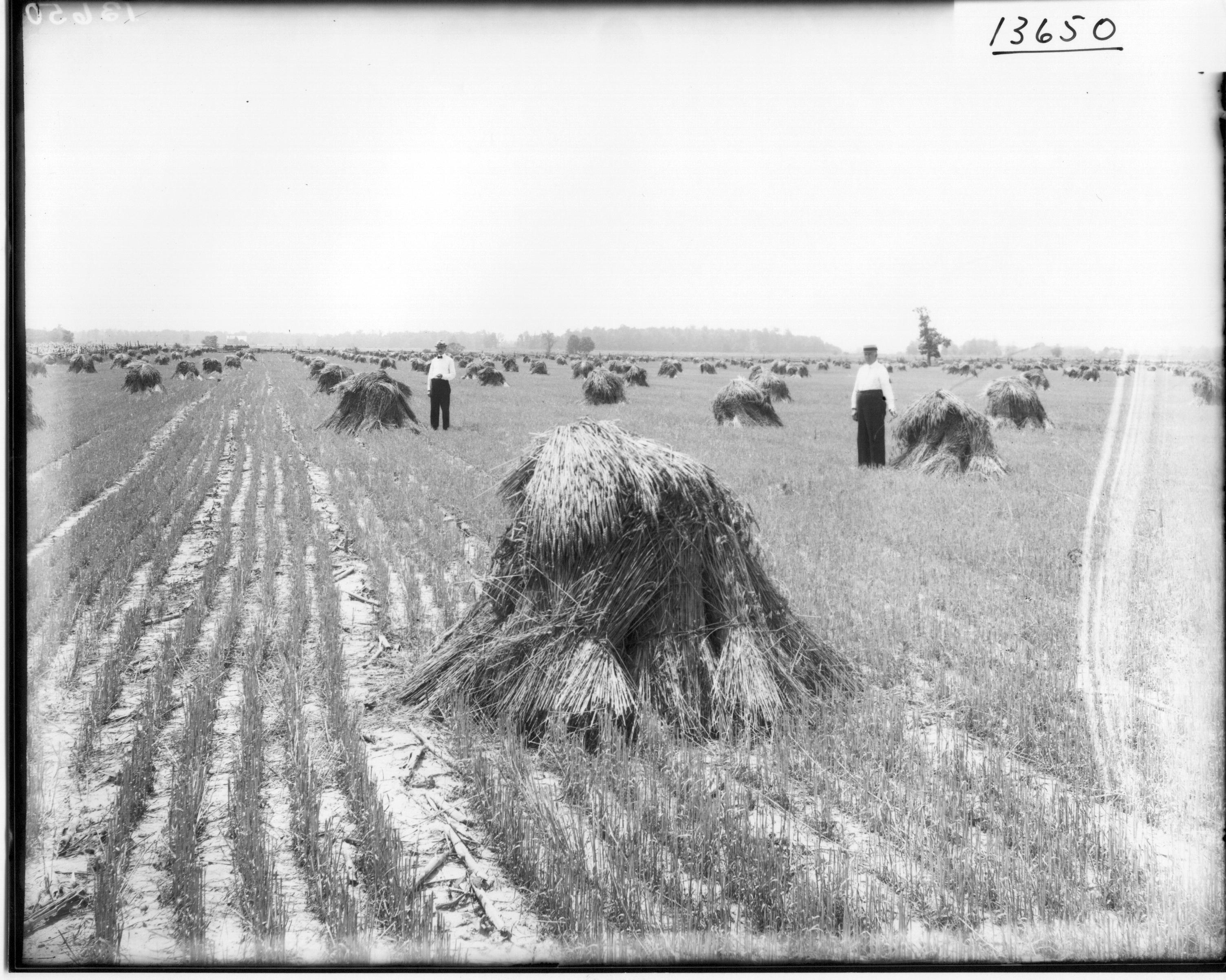
Копны, сложенные из снопов

В крестьянском хозяйстве срезанные растения сушат или в кучах, или связанными в снопы. В снопы вяжут преимущественно высокорослые зерновые хлеба, а также некоторые другие растения (лён, клевер, убираемый на семена), главным образом, с целью удобства обращения с ними при сушке, молотьбе, а также с целью возможного уменьшения потери зерна. Злаки, убираемые в период  их спелости, вяжут в снопы сразу же после снятия. Если же растения (в том числе и зерновые хлеба) недостаточно сухи, чисты от трав и жатва происходит в сырую погоду, то их оставляют для предварительной просушки некоторое время не связанными, но только собранными в небольшие кучки; если же их косят, то затем оставляют лежать в рядах или валах, а затем уже вяжут в снопы.
Из снопов складывают копны, стога и скирды.
В древности сноп служил основной единицей сжатого хлеба.

## В славянской традиции
Сноп — мера жатого хлеба, так из 4 крестцов по 13 снопов в каждой состояла копна. Иногда копна равнялась 100 и 60 снопам. 

## В геральдике
Изображение снопа встречается на древних изображениях и используется в геральдике разных стран.

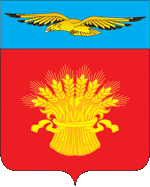
Герб Адамовского района
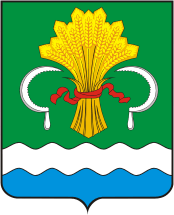
Герб Мамадышского района
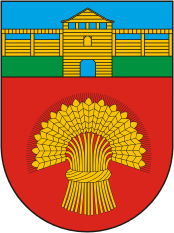
Герб Минского района
Герб Раздельнянского района
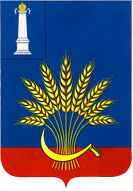
Герб Цильнинского района
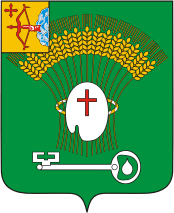
Герб Богородского района (Кировская область)
Герб Балаковского района (Саратовская область)

Существует карточный пасьянс с названием «Сноп сена».